# Trimeresurus gramineus
Espèce
Synonymes
- Coluber graminaeus Shaw, 1802
- Coluber viridis Bechstein, 1802
- Trimeresurus elegans Gray, 1853
- Trimeresurus viridis (Bechstein, 1802)
- Lachesis graminaeus (Shaw, 1802)
- Trimeresurus occidentalis Pope & Pope, 1933

Statut de conservation UICN

 LC  : Préoccupation mineure
Trimeresurus gramineus ou vipère verte des bambous est une espèce de serpents de la famille des Viperidae.

## Répartition
Cette espèce se rencontre :
- en Inde y compris dans les îles Andaman-et-Nicobar ;
- au Népal ;
- au Pakistan ;
- aux Philippines ;
- dans le sud de la République populaire de Chine

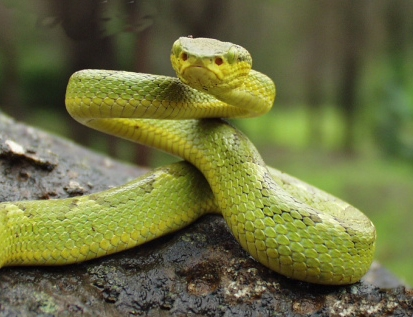

- à Taïwan.

## Description
C'est un serpent venimeux. Le dessus du corps est généralement vert clair, quelquefois tirant sur le jaune, le gris ou le brun, avec parfois des points noirs, bruns ou rouges. Le dessous du corps est jaune-beige tirant parfois sur l'orange ou le verdâtre. Une ligne sépare parfois la couleur du dessus de celle du dessous. La tête est épaisse, avec de grosses écailles, des yeux à pupilles fendues jaune-doré. Ce serpent peut atteindre environ 75 centimètres.

## Publication originale
- Shaw, 1802 : General Zoology, or Systematic Natural History, vol. 3, n. 2, p. 313-615 (texte intégral).